# Torsten Carlsson (politiker)
Torsten Carlsson, född 23 november 1942, är en svensk politiker (socialdemokrat).
Carlsson var ordförande i kommunstyrelsen i Oskarshamn mellan 1988 och 2002, och arbetade bland mycket annat med frågor om kärnkraft och kärnavfall. Mellan 1 juli 2007 och 30 juni 2013 var han ordförande för Kärnavfallsrådet (Statens råd för kärnavfallsfrågor).